# Eburna glabrata
Eburna glabrata is een slakkensoort uit de familie Ancillariidae. De wetenschappelijke naam werd gepubliceerd in 1758 door Carl Linnaeus in de tiende editie van Systema naturae.